# Interleuchina 14
L''interleuchina 14' (IL-14) o taxilina è una citochina che controlla la crescita e la proliferazione dei linfociti B.

## Struttura
L'IL-14 è codificata da un gene (il14) collocato sul cromosoma 1. Il gene dà origine a due trascritti chiamati IL-14α (noto anche come α-taxilina) e IL-14β. È prodotta principalmente dai linfociti T, ma può essere prodotta da linfociti B tumorali.

## Funzioni
IL-14 è un induttore della proliferazione e della differenziazione dei linfociti B e inibisce la secrezione di anticorpi.